# Sertularella crassiuscula
Sertularella crassiuscula is een hydroïdpoliep uit de familie Sertulariidae. De poliep komt uit het geslacht Sertularella. Sertularella crassiuscula werd in 1924 voor het eerst wetenschappelijk beschreven door Bale. 